# Movistar Team (equipo continental)
El Movistar Team (código UCI:MOT) fue un equipo ciclista colombiano de categoría Continental patrocinado por la empresa Movistar Colombia durante 7 años.

## Historia

### Filial del equipo ProTeam
Creado para la temporada 2011, fue equipo filial del Movistar Team, equipo español de categoría WorldTeam (anterior ProTour).
La empresa Telefónica, al ser el nuevo patrocinante del equipo de Eusebio Unzué, decidió debido a los intereses comerciales que tiene en Latinoamérica crear un equipo continental, ya que la formación ProTour prácticamente no tenía carreras para competir en América. Debido a la legislación de categorías de la UCI, el equipo ProTour solo podía competir en carreras que fueran de categoría .HC o .1  (Tour de California, USA Pro Cycling Challenge, Philadelphia International Championship, Tour de San Luis, Tour de Elk Grove y las carreras World Tour Gran Premio de Quebec y Gran Premio de Montreal).
Con la creación del equipo continental, se tenía el acceso a todo el resto de las carreras ya que la mayoría de vueltas en Sudamérica y Centroamérica son categoría 2.2.
El equipo tuvo sede en Bogotá, Colombia, y la dirección del equipo estuvo a cargo del ex seleccionador colombiano Libardo Leyton mientras que el responsable de la parte médica era el exciclista profesional Álvaro Mejía.
Contó con la misma infraestructura, tanto técnica como humana, que su homólogo europeo y la plantilla estuvo integrada por corredores de diversas nacionalidades. Ciclistas colombianos, mexicanos, venezolanos, ecuatorianos, bolivianos, panameños,  costarricense, uruguayo y el español Luis Pasamontes que se sumó al proyecto en 2012. Sobre todo se apuntó a ciclistas jóvenes aunque ya experientes. Según el director general Eusebio Unzué, el objetivo del equipo filial era participar en todas las carreras del UCI America Tour donde la empresa estuviera presente, a la vez de captar a los jóvenes talentos con miras a traspasarlos al equipo ProTour.

### Debut en 2011
Apenas creado el equipo, la UCI dio a conocer un ranking ficticio por el cual los organizadores de carreras (tanto .HC, como .1 y .2) debían invitar a los 3 mejores equipos del continente al que pertenecen. Siendo el Movistar Team Continental en ese momento 1.º en el ranking americano aunque no había debutado (debido a que los puntos que lograron los ciclistas que contrató, pasaron al equipo) se había asegurado la participación en todas las carreras de UCI America Tour 2011, pero el equipo vio retrasado su debut debido a los trámites pertinentes para ingresar el material ciclístico a Colombia.

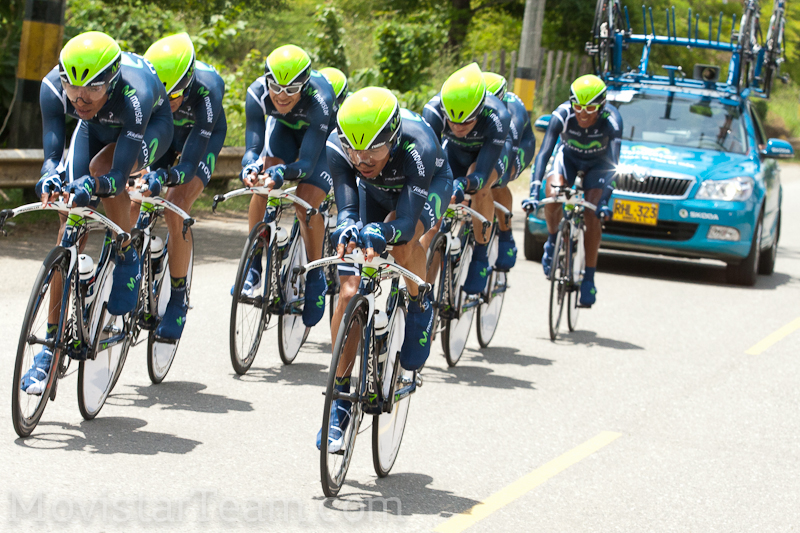
El equipo en la contrarreloj de la Vuelta a Antioquia 2011

En los primeros días de mayo, el equipo se concentró por primera vez y disputó la primera carrera en la Clásica de Girardota siendo ganada por Marvin Angarita. Realizó el debut oficial en la Vuelta a Antioquia, donde Oscar Soliz fue el mejor ubicado en la clasificación general en la 10.ª posición.
El 2 de junio, la escuadra fue presentada oficialmente y el 12 de junio comenzó la participación del equipo en la Vuelta a Colombia, donde Byron Guamá logró la primera victoria oficial.

### Desaparición del equipo continental
En 2 años disputó 7 carreras fuera de Colombia, siendo tres en 2011 (Vuelta a Venezuela, Vuelta a Chiriquí y Vuelta a Costa Rica) y cuatro en 2012 (Vuelta al Táchira, Vuelta del Uruguay, Clásica Internacional de Tulcán y Vuelta al Mundo Maya).
El objetivo con el que fue creado era participar de las principales competencias ciclísticas del calendario latinoamericano, pero este no pudo ser cumplido por diferentes razones; organizativas, logísticas, legales así como también geográficas. Por ello, el 22 de octubre de 2012 fue anunciado que el equipo desaparecía en 2013, siendo la última carrera en la que participó la mencionada Vuelta al Mundo Maya en Guatemala.

### Resurgimiento del equipo
Luego de anunciada la desaparición, en enero de 2013 Movistar Colombia y Movistar Ecuador confirmaron que se unirían para dar continuidad al equipo pero sin estar ligado al equipo Movistar Team. Con Bogotá como la sede del equipo y Libardo Leyton como director general, el equipo no fue inscrito en la UCI, pasando a ser de categoría amateur y disputando carreras en Colombia y Ecuador únicamente.

### Desvinculación de Movistar Ecuador
A partir de 2014 el Movistar Team América pasa a ser auspiciado únicamente por Movistar Colombia, pues Movistar Ecuador comienza a financiar junto a otros patrocinadores al naciente Movistar Team Ecuador; además el ecuatoriano Byron Guamá también deja las filas del Movistar Team América para vestir los colores del primer equipo ecuatoriano con categoría continental.

### 2016
El equipo continua en su sexta temporada bajo el mando del mánager general Libardo Leyton, y ahora acompañado en la parte técnica por Argemiro Flórez, logrando una vez más el registro del equipo en la categoría Continental ante el máximo ente rector del ciclismo en el mundo (UCI) con un novedoso grupo de 14 pedalistas, tres más que el año anterior.

### Fin del equipo 2017
Movistar Colombia anunció que, luego de conseguir los objetivos que se había trazado con el fin de ser reconocida como la marca de quienes pedalean por Colombia, ha decidido cerrar el ciclo de patrocinio del Movistar Team América y enfocar sus esfuerzos en actividades alrededor de la bicicleta. Durante los siete años que la compañía patrocinó al Movistar Team América el equipo corrió con toda la infraestructura y apoyo logístico al nivel de cualquier equipo profesional europeo, por lo tanto, a final de la temporada 2017 el equipo desapareció.

## Material ciclista
El equipo utilizaba bicicletas Cannondale y componentes Shimano.

## Clasificaciones UCI
En su primera participación en el UCI America Tour, a pesar de participar en solo una prueba puntuable (la Vuelta a Venezuela), el equipo culminó en 3.º lugar. En la segunda temporada, la escasa participación en el calendario internacional (Vuelta al Táchira y Vuelta del Uruguay) y los escasos resultados lo hicieron caer a la posición 11 en el UCI America Tour 2011-2012.
| Temporada | Clasificación por equipos | Mejor corredor | Posición |
| 2010-2011 | 3.º                       | Carlos Gálviz  | 17.º     |
| 2011-2012 | 11.º                      | Freddy Montaña | 41.º     |
| 2015      | 21.º                      | Óscar Soliz    | 54.º     |
| 2016      | 9.º                       | Brayan Ramírez | 16.º     |

## Palmarés
Para años anteriores, véase Palmarés del Movistar Team (Colombia)

### Palmarés 2017
No obtuvo ninguna victoria en las categorías profesionales UCI

## Plantilla
Para años anteriores véase:Plantillas del Movistar Team (Colombia)

### Plantilla 2017
| Integrantes del equipo 2017 | Integrantes del equipo 2017 | Integrantes del equipo 2017                       | Integrantes del equipo 2017 |
| Corredor                    | Fecha de nacimiento         | Equipo previo                                     |                             |
| --------------------------- | --------------------------- | ------------------------------------------------- | --------------------------- |
| Carlos Mario Ramírez        | 26 de octubre de 1994       | Colombia (2015)                                   |                             |
| Edwin Sánchez               | 20 de julio de 1983         | Formesan-Bogotá Humana-ETB (2014)                 |                             |
| Álvaro Duarte               | 12 de enero de 1991         | Movistar Team America (2016)                      |                             |
| Cristian Talero             | 25 de marzo de 1990         |                                                   |                             |
| Alexander Gil               | 25 de septiembre de 1992    | Aguardiente Antioqueño-Lotería de Medellín (2016) |                             |
| Jaime Castañeda             | 29 de octubre de 1986       | EPM-UNE (2011)                                    |                             |
| Óscar Soliz                 | 9 de enero de 1985          |                                                   |                             |
| Edwar Stiber Ortiz Caro     | 12 de agosto de 1980        |                                                   |                             |
| Yeison Andrés Chaparro      | 26 de julio de 1991         | Boyacá Raza de Campeones (2016)                   |                             |
| Yuber Contreras             | 3 de julio de 1994          | Movistar Team America (2017)                      |                             |
| Wilson Cepeda               | 2 de septiembre de 1980     | Movistar Team America (2016)                      |                             |
|                             |                             |                                                   |                             |
| Fuente: ProCyclingStats     |                             |                                                   |                             |